# 2068 Dangreen
2068 Dangreen је астероид главног астероидног појаса са пречником од приближно 33,61 .
Афел астероида је на удаљености од 3,047 астрономских јединица (АЈ) од Сунца, а перихел на 2,493 АЈ.
Ексцентрицитет орбите износи 0,100, инклинација (нагиб) орбите у односу на раван еклиптике 12,889 степени, а орбитални период износи 1684,233 дана (4,611 године).
Апсолутна магнитуда астероида је 11,50 а геометријски албедо 0,039.
Астероид је откривен 8. јануара 1948. године.